# Partido judicial de Alcalá la Real
El partido judicial de Alcalá la Real es uno de los 85 partidos judiciales en los que se divide la comunidad autónoma de Andalucía y creado por Real Decreto en 1983, es el partido judicial n.º 2 de la  provincia de Jaén, en España.
| Partido Judicial | Capital de partido | Municipios que comprende                                  |
| ---------------- | ------------------ | --------------------------------------------------------- |
| 2                | Alcalá la Real     | Alcalá la Real, Alcaudete, Castillo de Locubín y Frailes. |